# Gliederspinnen
Gliederspinnen (Mesothelae oder auch Liphistiomorpha) sind eine als urtümlich geltende Unterordnung der Webspinnen. Ihr gehört unter den rezenten Spinnen nur die Familie Liphistiidae Thorell, 1869 mit 89 Arten in 5 Gattungen an, die ausnahmslos in Asien anzutreffen sind. Der gegliederte Hinterleib sowie insbesondere die Anzahl, Lage und Morphologie der Spinnwarzen sind Relikte, die bei Vogelspinnenartigen und Echten Webspinnen, auch als Opisthothelae zusammengefasst, nicht mehr zu finden sind. Wesentliche weitere Unterschiede in der inneren und äußeren Anatomie stützen diese These.

## Segmentierung als Relikt der Entwicklung der Spinnentiere aus den Gliedertieren
Während der Hinterleib der Opisthothelae nicht mehr deutlich gegliedert ist, ist die Gliederung bei den Gliederspinnen noch klar erkennbar. Sie besteht aus den harten Tergiten der Rückenplatte und den weichhäutigen Pleuren als Verbindung zwischen den Gliedern. Die Gliederung hat auch eine Entsprechung in der inneren Anatomie der Tiere.
Im Gegensatz zu den Opisthothelae sind die Rückenpartien (Tergite) der Hinterleibssegmente nicht stark verkürzt. Der zweite Sternit ist stark vergrößert. In seiner Mitte befindet sich die Epigastralfurche mit den Geschlechtsorganen sowie an seinem Hinterrand die Öffnungen der Tracheen und der Buchlungen. Der dritte Sternit bedeckt ein weiteres Paar Fächertracheen, die bei den Opisthothelae fehlen.
Die innere Segmentierung spiegelt sich am deutlichsten in der Hinterleibsmuskulatur (Abdominalmuskulatur) wider. Die dorsale (Rücken-)Längsmuskulatur, die sich von Tergit zu Tergit und von Sternit zu Sternit zieht, ist deutlich segmentiert. Innerhalb der Segmente zieht sich eine Muskulatur von Tergit zu Sternit. Die Muskeln setzen an Apodemen an, die auf dem Rücken links und rechts der Mittellinie deutlich als kleine Vertiefungen zu erkennen sind. Das dorsal liegende Herz zeigt ebenfalls eine segmentale Gliederung. Bei Spinnen mit transparenter Cuticula kann man das Herz unter der Rückenmedianlinie sehen. 

## Spinnwarzen
Die Spinnwarzen auf dem vierten und fünften Hinterleibssternit liegen weit vorne auf der Bauchseite des Hinterleibs, da die Tergite nicht wie bei den Opisthothelae stark verkürzt sind – ein Nachteil, der durch den kugelig aufgewölbten Hinterleib und den verwachsenen Sterniten (Bauchplatten) der Segmente einigermaßen ausgeglichen wird. Gliederspinnen besitzen 3 Paar aktive und ein Paar inaktive Spinnwarzen im zehnten und elften Körpersegment (das ist das vierte und fünfte Hinterleibssegment). Das vordere mittlere Paar ist inaktiv und bei den Opisthotelae in verschiedenen Weisen zurück- oder umgebildet. Bei den Vogelspinnenartigen fehlen beide vordere Paare des zehnten Segmentes. Bei den echten Webspinnen ist das äußere Spinnwarzenpaar des 10. Segmentes vorhanden und aktiv, jedoch ist das innere (vordere) Spinnwarzenpaar bei den cribellaten Spinnen zum Cribellum umgeformt und bei den ecribellaten Spinnen zum Colulus reduziert oder ganz fehlend.

## Alternative Systematik
Alternativ wird die Unterordnung Mesothelae in die zwei Familien Liphistiidae und Heptathelidae mit fünf Gattungen und 80 Arten unterteilt.

## Fossile Arten
Trotz der urtümlichen Gestalt und des angenommenen hohen Alters der Gliederspinnen ist bis heute nur eine einzige fossile Art überzeugend der Gruppe zugeordnet worden: Palaeothele montceauensis (Selden, 1996) stammt aus der karbonischen Fossillagerstätte Montceau-les-Mines (Massif Central).  Die Art wurde keiner Familie zugeordnet, gehört aber aufgrund der Ausbildung der Cheliceren nicht zur rezenten Familie Liphistiidae.